# N-Ethylanilin
N-Ethylanilin ist eine chemische Verbindung aus der Gruppe der Aminobenzole.

## Gewinnung und Darstellung
N-Ethylanilin kann durch Alkylierung von Anilin mit Ethanol in Gegenwart von Schwefelsäure gewonnen werden.
{\displaystyle \mathrm {C_{6}H_{5}NH_{2}+C_{2}H_{5}OH\longrightarrow \ C_{6}H_{5}NC_{2}H_{5}+H_{2}O} }
Ebenfalls möglich ist die Reaktion von Anilinhydrochlorid mit Ethanol.

## Eigenschaften
N-Ethylanilin ist eine farblose Flüssigkeit mit süßlich aromatisch Anilin-ähnlichem Geruch, die schwer löslich in Wasser ist. Sie zersetzt bei Erhitzung, wobei Anilin und nitrose Gase entstehen.

## Verwendung
N-Ethylanilin wird zur Herstellung von Farbstoffen und Pharmazeutika verwendet.

## Sicherheitshinweise
Die Dämpfe von N-Ethylanilin können mit Luft ein explosionsfähiges Gemisch (Flammpunkt 85 °C, Zündtemperatur  350 °C) bilden.